# 梅南村
23°34′40.8″N 120°33′28.2″E / 23.578000°N 120.557833°E
梅南村是中華民國臺灣嘉義縣梅山鄉轄下的行政區。位於嘉義縣東北方，北鄰梅山鄉梅北村，西鄰梅山鄉過山村，南鄰梅山鄉永興村，東鄰梅山鄉梅東村。
面積約0.896998平方公里，行政區包含15個鄰、403戶、人口數1034人。梅山公園、橫山鎮安宮、大將宮為該村景點。

## 地理
梅南村與梅北村、梅東村為梅山鄉的鄉鎮中心。

## 聚落歷史
目前區域由北側補崙及南側鼎敢閂兩個聚落組成。

## 教育
本區域內無設立國中小，國小學區為梅山國小；國中學區為梅山國中。
梅山國小創立於1907年，早期稱為「梅仔坑公學校」。
梅山國中籌設於1956年，建成於1956年，初名為「嘉義縣立大林中學梅山分部」。1960年與大林中學拆分，獨立為「嘉義縣立梅山初級中學」。

## 文化資產

### 橫山鎮安宮
主神為土地公，建立於1962年。
逢農曆二月二日與八月十五日時有祭典舉行。

### 大將宮
主神為陰神大將爺，屬於梅山玉虛宮五營廟。

## 景點

### 梅山公園
位於嘉義縣梅山鄉，梅山公園內有「草嶺兵工殉難紀念碑」、「介壽亭」、「現代文學步道」、「樹屋平台」、「天空廊道」等景。「草嶺兵工殉難紀念碑」為紀念七十四位建設草嶺潭因天災殉職的軍人而立的紀念碑。「介壽亭」為梅山公園的至高點。「現代文學步道」於園區設立共30做景石，加入32位作家詩作所建成。「樹屋平台」樹屋上下設有相同號碼的喇叭，號碼相同可進行通話。「天空廊道」兩旁，栽有老梅樹。

## 產業
位處梅山公園周邊，由梅子所製成的蜜餞產業猶為興盛。